# Багатство
Багáтство — достатня кількість цінних фінансових чи матеріальних благ, які можна використати для транзакцій. В економічному розумінні — це чиста вартість матеріальних і фінансових засобів (усі активи мінус пасиви), якими володіє нація, особа чи фірма у певний проміжок часу. Також може означати велику кількість чогось, багатоманітність (культурне багатство, духовне багатство). Етимологічно походить від індоєвропейського bhádaḥ — маєток, щастя.

## Національне багатство
Націона́льне бага́тство — це сукупність матеріальних благ і духовних цінностей, нагромаджених суспільством за всю його історію.
Масштаби, структура і якісний рівень національного багатства визначають економічну могутність країни, потенціал її наступного соціально-економічного розвитку.
До національного багатства відносять основні засоби, матеріальні ресурси, страхові запаси, золотий запас та природні ресурси.